# Lougee Basabas
María Lourdes Valdivia Basabas Gracía, conocida artísticamente como Lougee (pronunciado "Lou-G") Basabas (24 de octubre de 1984 en Alabang, Muntinlupa), es una cantautora filipina, una de las primeras intérpretes del género rock alternativo filipino. Actualmente es vocalista del grupo musical Delara desde 2008.

## Carrera
A partir de 2003 pasó a formar parte del grupo Mojofly como su nueva vocalista, reemplazando a Kitchie Nadal, quien más adelante abandonó esta banda para iniciar su carrera en solitario. Antes de integrarse como la nueva voz de Mojofly, Lougee ya había formado anteriormente parte de otras bandas musicales como Cayabyab Ryan, una agrupación de género pop integrada solo por adolescentes. Con esta banda lanzó su primer álbum discográfico, titulado "Kaya", bajo el sello de "BMG Fipinas" (actual Sony-BMG Music Filipinas), junto al cantante de música cristiana Brenan Espartinez. Más adelante incursiona en la escena musical con el grupo Superlooj, junto a Chito Miranda, que actualmente es líder y fundador de "Parokya ni Edgar".

## Discografía

### Con MOJOFLY
- Bato ..
- Sa Uulitin *.
- Cerca de la finalización *.
- Mata *.
- Gracias.
- Tumatakbo *.
- Minamalas *.
- Su vez.
- Selecciones (canción de Pink Creamsilk Potencia).

### Con Delara
| Álbum  | Pistas | Año  | Reconocimientos        |
| ------ | --- | ---- | ---------------------- |
| Delara | Smile Lost In The Eyes Of A Stranger Masarap Nga Work Out Haybol Wari Say Hello Super Psychic Gumising Smile (Radio Edit) Gumising (Radio Edit) | 2008 | Bellhaus Entertainment |

| Album          | Tracks                                             | Year | Records |
| -------------- | -------------------------------------------------- | ---- | ------- |
| Just Free E.P. | Mismo Ka-ilangan Just Free Perfect Alright Tonight | 2011 | Indie   |

## En solitario
- I Am (2012)
- Kung Sakali (2012)
- Mula Noon (2012)
- Feel The Same (2014)